# 富钟瘰螈
富钟瘰螈（学名：Paramesotriton fuzhongensis），一种分布于中华人民共和国广西壮族自治区北部的两栖动物，隶属于蝾螈科瘰螈属。
本种分类地位存在争议，有学者认为本种除体形较大、尾较高外，与中国瘰螈（Paramesotriton chinensis）极其相似，本种是中国瘰螈的次同名。2006年出版的《中国动物志－两栖纲（上卷）》也将富钟瘰螈作为中国瘰螈的同物异名。
然而也有学者通过分子系统发育学研究，支持本种为独立物种。